# Unión Italiana de las Personas Ciegas y con Baja Visión

La Unión Italiana de las Personas Ciegas y con Baja Visión ONLUS, sigla abreviada UICI, es un ente moral con personalidad juridíca de derecho privado, a que la ley y el estatuto confían la representación y tutela de los intereses morales y materiales de las personas ciegas y de las personas con baja visión respecto a la administración pública. 
La UICI es una asociación compuesta exclusivamente de personas ciegas y personas con baja visión. Para asociarse se necesita de hecho tener una agudeza visual inferior a 3/10 (entendida con correcciones). Sin embargo, para lograr sus objetivos, la asociación necesita el apoyo de personas videntes que puedan trabajar en su interior como empleados o voluntarios.